# (148209) 2000 CR105
(148209) 2000 CR105 – planetoida transneptunowa należąca do obiektów odłączonych, poruszająca się po bardzo wydłużonej orbicie. Została odkryta 6 lutego 2000 roku w Kitt Peak National Observatory przez Marca Buie. Planetoida nie ma jeszcze nazwy własnej, a jedynie oznaczenie tymczasowe i numer.
(148209) 2000 CR105 okrąża Słońce w ciągu ok. 3200 lat w średniej odległości ok. 217 j.a.